# یوسف خمیس
یوسف خمیس (انگلیسی: Yousef Khamees؛ زادهٔ ۱۶ اوت ۱۹۶۱) بازیکن فوتبال اهل عربستان سعودی بود.
از باشگاه‌هایی که در آن بازی کرده‌است می‌توان به باشگاه فوتبال النصر عربستان سعودی اشاره کرد.
وی همچنین در تیم ملی فوتبال عربستان سعودی بازی کرده‌است.